# Thamnium flagellatum
Thamnium flagellatum là một loài rêu trong họ Neckeraceae. Loài này được Müll. Hal. mô tả khoa học đầu tiên năm 1898.